# Autotomia

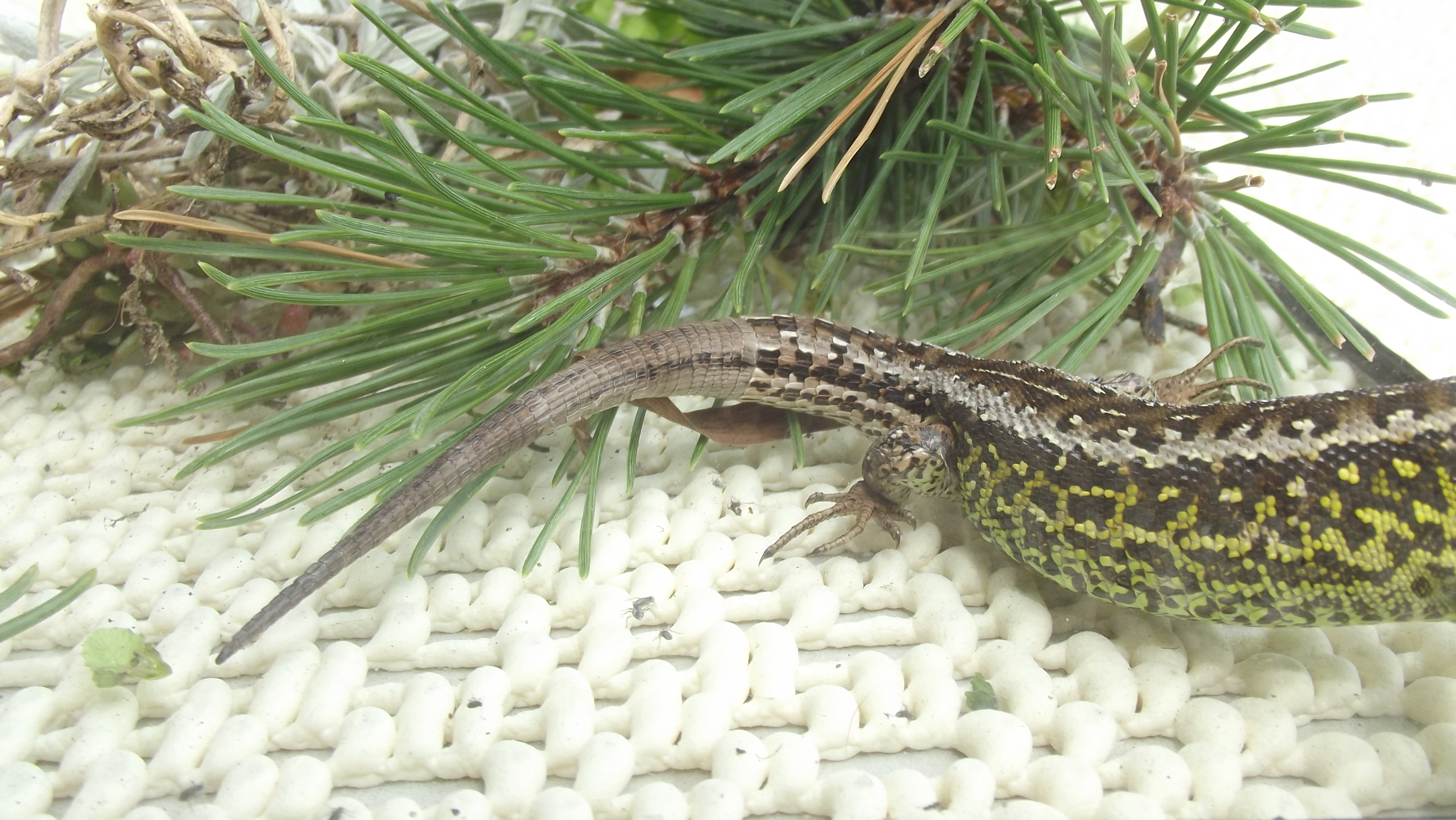
Część ogona (szara) odrzucana w wyniku autotomii

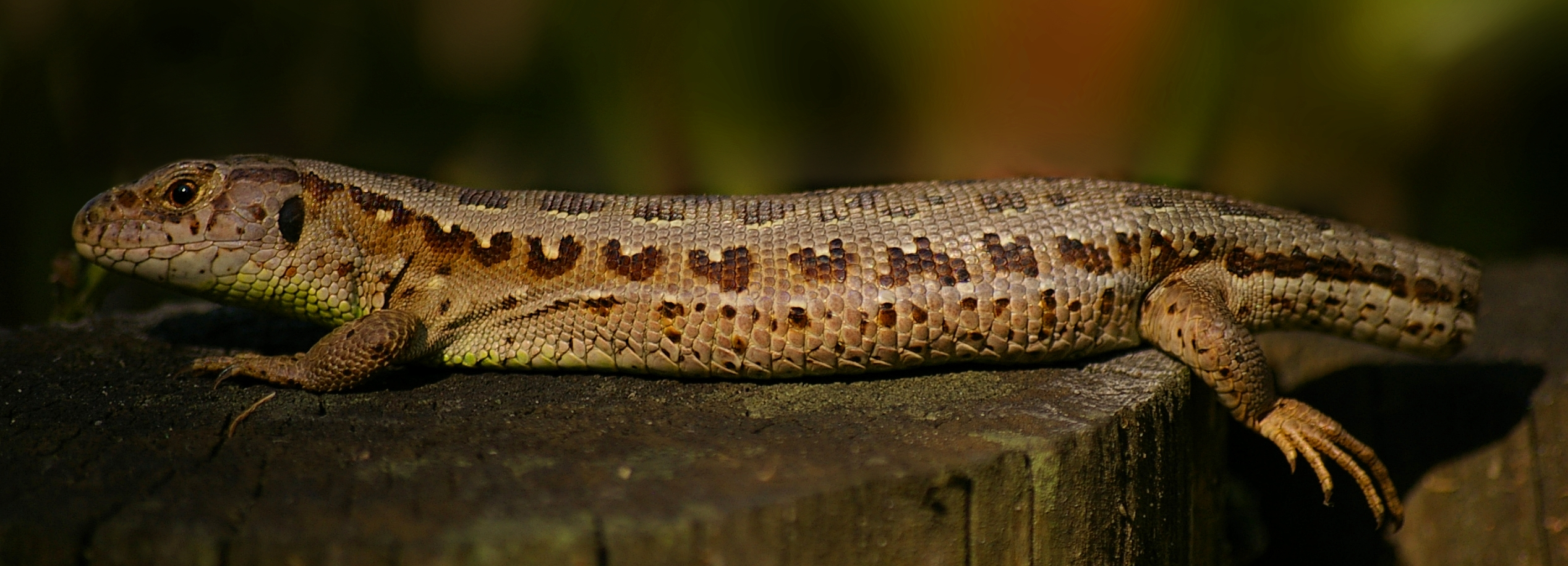
Jaszczurka zwinka z odrzuconym ogonem

Autotomia (z greckiego αυτοτομία – samooddzielanie się) – fizjologiczna reakcja obronna występująca głównie wśród bezkręgowców oraz jaszczurek, polegająca na odruchowym odrzuceniu przez zwierzę części ciała, kiedy jest ono w niebezpieczeństwie, najczęściej podczas ucieczki przed drapieżnikiem lub w reakcji na niekorzystne warunki środowiskowe. Odrzucona przez zwierzę część ciała jest zazwyczaj w większym lub mniejszym stopniu regenerowana.
Przykładem autotomii jest odrzucenie ogona  przez większość jaszczurek lub odnóży przez raki i pajęczaki. Strzykwy odrzucają część swoich wnętrzności (ewisceracja), rozgwiazdy i wężowidła – ramiona. Napastnik zadowala się wtedy odrzuconą częścią ciała lub zostaje sparaliżowany toksynami zawartymi w odrzucanych organach (strzykwy), a atakowane zwierzę uchodzi z życiem.
Wśród ssaków zdolność do autotomii przejawiają kolcomysz, popielice i niektóre inne drobne gryzonie. Ogon wielu gatunków łatwo odrywa się lub traci skórę, umożliwiając zwierzęciu ucieczkę. U dwóch gatunków łatwemu oderwaniu ulegają także inne części skóry; oderwana skóra, wraz z gruczołami i mieszkami włosowymi, szybko odrasta.

## Przypisy

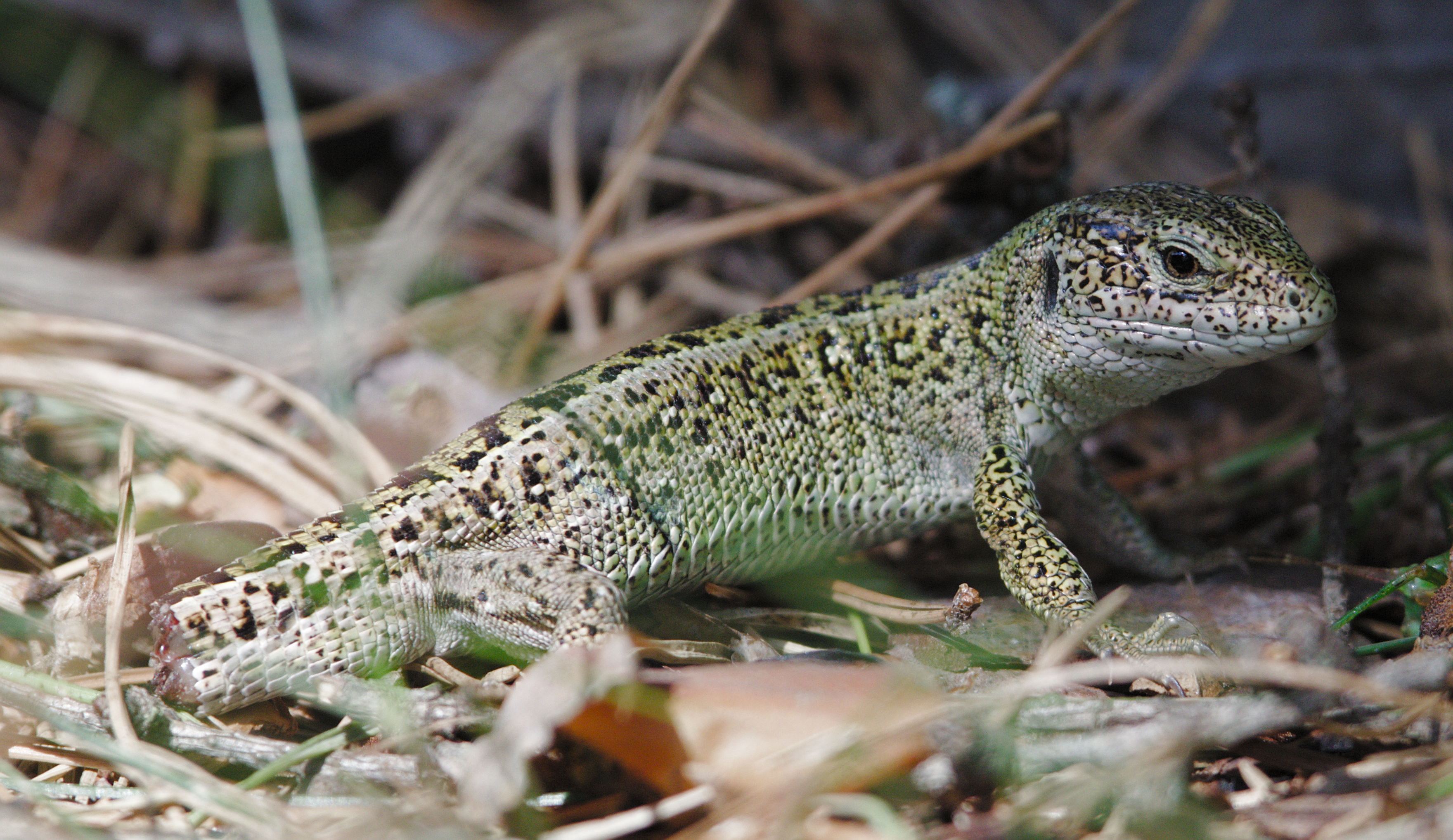
Jaszczurka zwinka z odrzuconym ogonem